# Antoine Culioli
Antoine Culioli (Marsiglia, 29 settembre 1924 – Parigi, 10 febbraio 2018) è stato un linguista francese.
Divenne noto per aver sviluppato una teoria linguistica conosciuta come teoria delle operazioni predicative ed enunciative (in francese théorie des opérations prédicatives et énonciatives, a volte abbreviata come TOPE). Si tratta di un programma di ricerca che si è sviluppato presso il laboratorio di linguistica dell'Università di Parigi VII, dalla quale influenzò la linguistica francese ed europea. Un'antologia in lingua italiana di alcuni scritti di Antoine Culioli è stata curata da Francesco La Mantia, docente di Filosofia del Linguaggio presso il Dipartimento di Scienze Umanistiche dell'Università di Palermo. L'antologia si intitola L'arco e la freccia. Scritti Scelti. Prefazione di Tullio De Mauro, Bologna, Il Mulino.

## Biografia
Dottore honoris causa dell'Università di Losanna e del dipartimento di lingua e letteratura francese della facoltà di filosofia dell'Università di Atene, fu professore emerito dell'École normale supérieure di Parigi (rue d'Ulm). Negli anni sessanta partecipò a un seminario di linguistica a cui parteciparono famosi matematici, etnologi, semioti. 
Fu influenzato da Émile Benveniste, Gustave Guillaume e dallo stoicismo.
Era padre del giornalista Gabriel-Xavier Culioli.

## Opere principali
- Variations sur la linguistique (2002);
- Onze rencontres sur le langage et les langues (2005);
- Pour une linguistique de l'énonciation. Tome IV. Tours et détours, Limoges, Lambert-Lucas 2018;
- La vie vivante ou le Geste Mental mis à nu (avec Sophie Fisher et Francesco La Mantia), in Francesco La Mantia Pour se faire langage. Lexique élémentaire de la Théorie des Opérations Prédicatives et Enonciatives d'Antoine Culioli. Préface de Dominique Ducard, Louvain-La-Neuve, Les éditions Academia.